# Underneath the Colours
Underneath the Colours è il secondo album della band australiana INXS, pubblicato per la prima volta in Australia il 19 ottobre 1981.

## Tracce
1. Stay Young – 3:25
2. Horizons – 5:13
3. Big Go Go – 3:12
4. Underneath the Colours – 3:59
5. Fair Weather Ahead – 4:21
6. Night of Rebellion – 3:44
7. Follow – 3:53
8. Barbarian – 3:00
9. What Would You Do? – 3:08
10. Just to Learn Again – 4:43

## Formazione
- Michael Hutchence - voce
- Tim Farriss - chitarra
- John Farriss - batteria
- Andrew Farriss - tastiere, armonica
- Kirk Pengilly - chitarra, sassofono, voce
- Garry Beers - basso, voce